# Lanrivoaré
Lanrivoaré [lɑ̃ʁivwaʁe] (en breton : Lañriware) est une commune du département du Finistère, dans la région Bretagne, en France.

## Géographie

### Communes limitrophes

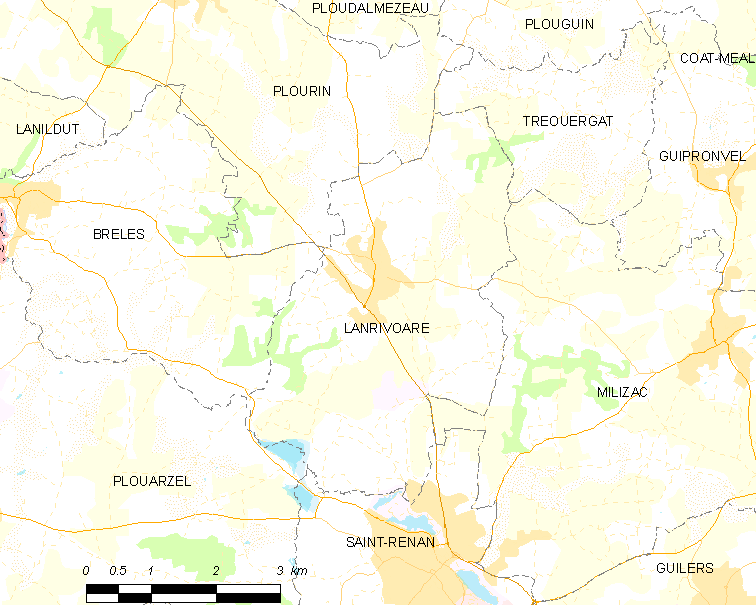
Carte de Lanrivoaré.

| Plourin           | Plourin     | Tréouergat         |
| Plouarzel, Brélès | Lanrivoaré  | Milizac-Guipronvel |
| Plouarzel         | Saint-Renan | Milizac-Guipronvel |

### Climat
Pour des articles plus généraux, voir Climat de la Bretagne et Climat du Finistère.
En 2010, le climat de la commune est de type climat océanique franc, selon une étude du CNRS s'appuyant sur une série de données couvrant la période 1971-2000. En 2020, Météo-France publie une typologie des climats de la France métropolitaine dans laquelle la commune est exposée à un climat océanique et est dans la région climatique  Finistère nord, caractérisée par une pluviométrie élevée, des températures douces en hiver (6 °C), fraîches en été et des vents forts. Parallèlement l'observatoire de l'environnement en Bretagne publie en 2020 un zonage climatique de la région Bretagne, s'appuyant sur des données de Météo-France de 2009. La commune est, selon ce zonage, dans la zone « Monts d'Arrée », avec des hivers froids, peu de chaleurs et de fortes pluies.  
Pour la période 1971-2000, la température annuelle moyenne est de 11,6 °C, avec  une amplitude thermique annuelle de 9,8 °C. Le cumul annuel moyen de précipitations est de 1 047 mm, avec 16 jours de précipitations en janvier et 7,7 jours en juillet. Pour la période 1991-2020, la température moyenne annuelle observée sur la station météorologique la plus proche, située sur la commune de Ploudalmézeau à 8 km à vol d'oiseau, est de 12,1 °C et le cumul annuel moyen de précipitations est de 997,1 mm,. Pour l'avenir, les paramètres climatiques de la commune estimés pour 2050 selon différents scénarios d’émission de gaz à effet de serre sont consultables sur un site dédié publié par Météo-France en novembre 2022.

## Urbanisme

### Typologie
Au 1er janvier 2024, Lanrivoaré est catégorisée bourg rural, selon la nouvelle grille communale de densité à 7 niveaux définie par l'Insee en 2022.
Elle est située hors unité urbaine. Par ailleurs la commune fait partie de l'aire d'attraction de Brest, dont elle est une commune de la couronne,. Cette aire, qui regroupe 68 communes, est catégorisée dans les aires de 200 000 à moins de 700 000 habitants,.

### Occupation des sols

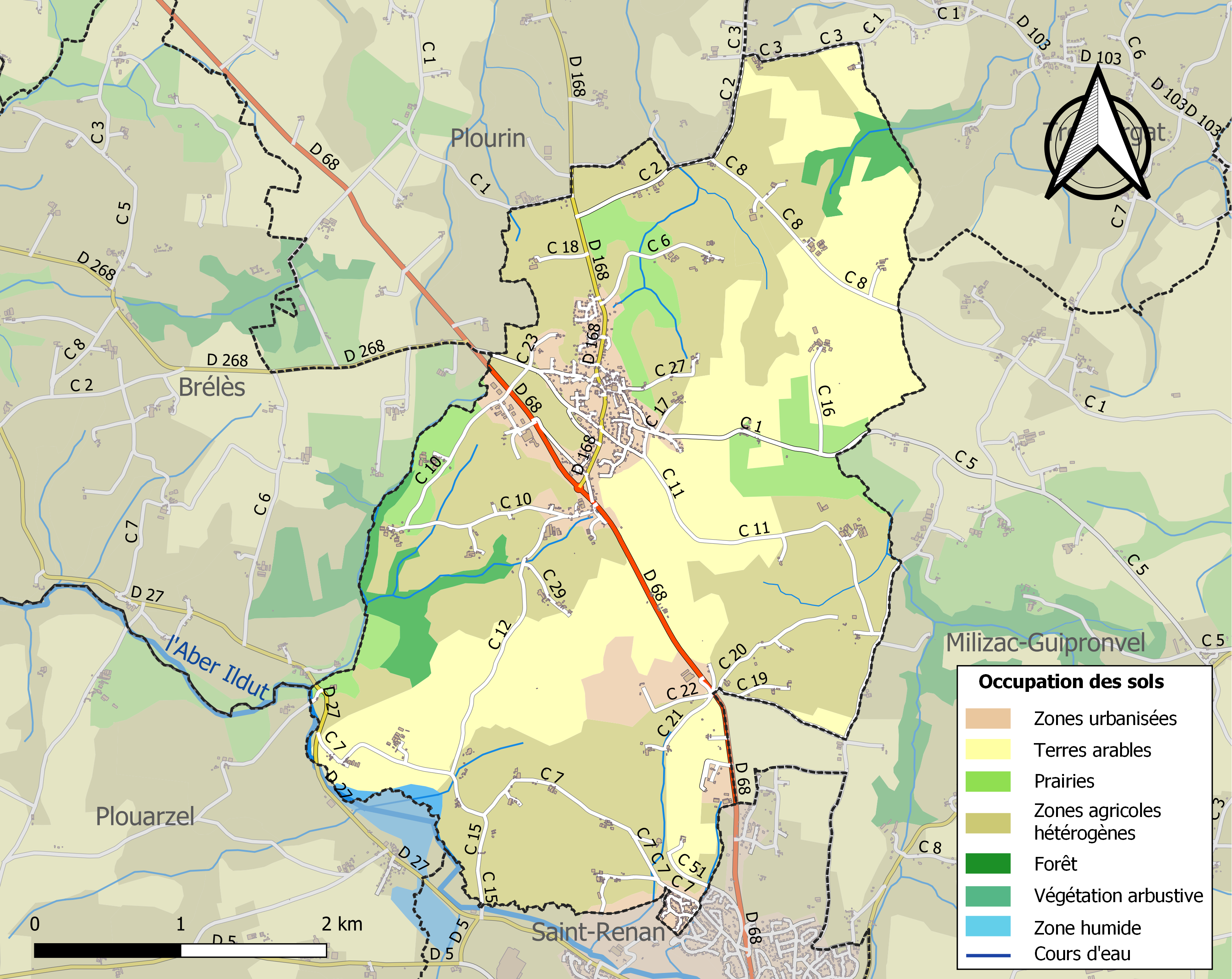
Carte des infrastructures et de l'occupation des sols de la commune en 2018 (CLC).

L'occupation des sols de la commune, telle qu'elle ressort de la base de données européenne d’occupation biophysique des sols Corine Land Cover (CLC), est marquée par l'importance des territoires agricoles (87,5 % en 2018), en diminution par rapport à 1990 (89 %). La répartition détaillée en 2018 est la suivante : 
zones agricoles hétérogènes (47,5 %), terres arables (32,6 %), prairies (7,4 %), zones urbanisées (6,4 %), forêts (3,5 %), espaces verts artificialisés, non agricoles (2,2 %), eaux continentales (0,4 %).
L'IGN met par ailleurs à disposition un outil en ligne permettant de comparer l’évolution dans le temps de l’occupation des sols de la commune (ou de territoires à des échelles différentes). Plusieurs époques sont accessibles sous forme de cartes ou photos aériennes : la carte de Cassini (XVIIIe siècle), la carte d'état-major (1820-1866) et la période actuelle (1950 à aujourd'hui).

## Toponymie et les "7 777saints"
Le nom Lanrivoaré provient du breton lan (« ermitage ») et de saint Rivoaré (ou saint Rigur ou saint Rivoal ou saint Riware), oncle de saint Hervé. Lanrivoaré est issu d'un démembrement de la paroisse de Milizac, fit partie de archidiaconé d'Ac'h et fut un temps une trève de Plourin au sein de l'ancien évêché de Léon.
Saint Riware (dit aussi saint Rivoaré) aurait donc été le chef d'une tribu d'émigrés bretons qui aurait été immolée par des païens en haine de leur foi, et c'est en souvenir de ce massacre qu'on aurait conservé leurs restes à Lanrivoaré dans le « cimetière des Saints », entièrement dallé, dans lequel on ne pénètre qu'en se déchaussant. On y voit une croix au pied de laquelle se trouvent sept pierres rondes ayant quelque analogie avec la forme de pains de ménage. On dit que ces pains furent changés en pierre par saint Riware (dit aussi saint Rivoaré), à l'étalage d'un boulanger qui lui aurait refusé l'aumône. Ce cimetière est dénommé « cimetière des 7 777 Saints martyrs », mais en breton, l'on dit 7 mille, 7 cents 7 vingts et 7 (c'est-à-dire 7 847) auxquels, si on ajoute les 7 pierres de la croix, on trouve le chiffre 7 854.

« Près de l'église est un ancien cimetière, dans lequel il n'est permis de pénétrer que nu-tête et pieds nus, parce que, suivant la tradition, 7 777 saints y ont été inhumés. Dans ce cimetière, entouré d'un mur peu élevé, on voit en effet un vaste emplacement carré, pavé de dalles irrégulières ; sous ces dalles reposent les 7 777 saints. D'après la même tradition une peuplade chrétienne aurait été massacrée dans ces lieux par une peuplade encore païenne. »

Cette hypothèse est évoquée en 1844 par le Chevalier de Fréminville qui pense que des habitants de la terre de Rivoaré, déjà convertis au christianisme au VIe siècle auraient été tués dans une bataille livrée à ceux de quelque canton voisin, encore païens à cette époque et que la tradition en aurait fait des martyrs et des saints.

## Histoire

### Préhistoire
Plus de 2 000 haches à douille, garnies d'un petit anneau, furent découvertes sous des pierres plates en 1731, dans un marais qui fut autrefois un étang.

### Moyen Âge
L'article 39 du cartulaire de Landévennec parle en ces termes d'une donation faite par le mythique comte Even vers 900 concernant Lanrivoaré (le texte est en latin) :

« De tribu Lanriuuoroe. Haec descriptio declarat, quod sanctus Morbretus habuit colloquium aput Sanctum Uuingualoeum, cui et se ipsum et beneficium, quod eidem sancto Morbreto dedit Evenus comes, qui dictus est magnus, et omnia quae habuit perpetualiter, ut illum aput Deum haberet intercessorem, commendavit, quia illius nomen illis diebus caelebre habebatur. Quod beneficium dicitur Lan Riuuole eum omni debito et decima et omnibus ei apen[f° 156 v°]diciis : Languenoc, hereditas sancti Uuenhaeli, qui primus post sanctum Uuingualoeum abbas fuit ; Lan Decheuc, Caer Tan, Ran Maes, Caer Galueu, super flumen Helorn. Anno DCCCCti L V incarnationis Domini nostri Jhesu Christi, epacte XXV, indictiones III*, concurrentes VII, terminus paschalis IIIIto idus aprilis, in VIIa feria pridie kal.aprilis, luna IIIIa, annus embolismus. »

### Époque moderne
Au XVIe siècle, Lanrivoaré faisait partie de la sénéchaussée de Brest et Saint-Renan. Au XVIIe siècle, une confrérie appelée Gueret ar Sent en breton ("Cimetière des Saints" en français), « canoniquement érigée sous l'invocation et à l'honneur de tous les Saints » ; elle fut enrichie d'indulgences en 1664 par bref du pape Alexandre VII.
Plusieurs chapellenies étaient alors desservies par la paroisse de Lanrivoaré : celles du Carpont (dite aussi de Kerdrionar), de Douric-ar-Saliou, du sieur de Kerléau, du sieur de Kermeur, de Kerdrionar, de Trezeguer, etc..
En 1759, une ordonnance de Louis XV ordonne à la paroisse de Lanriouvaré [Lanrivoaré] de fournir 3 hommes et de payer 19 livres pour « la dépense annuelle de la garde-côte de Bretagne ».
En 1775, Jaffredou, le recteur de Lanrivoaré décrit en ces termes la mendicité dans sa paroisse, qui comptait alors environ 400 habitants :

### LaRévolution française
François Balch, recteur et Yves-René Lilès, vicaire, refusèrent de prêter serment à la Constitution civile du clergé, devenant donc prêtres réfractaires. Le 18 mai 1791, un prêtre jureur, René-Louis Prigent, fut « élu », mais l'intrus ne parvint pas à gagner la sympathie des habitants. Il se plaint aux responsables du district  de Saint-Renan en ces termes :

« Personne ou presque personne ne vient à ma messe ni au catéchisme, non plus qu'aux processions... Si une poignée de monde de Lanrivoaré, qui sont presque tous mes parents, est rebelle à la loi, que ne deviendront pas les grandes paroisses ? On considère les sermentaires comme des schismatiques, des hérétiques, comme des excommuniés pire que des serpents. »

Yves-René Lilès, le vicaire réfractaire, fut incarcéré à la prison des Carmes de Brest, puis, après une brève libération, réemprisonné au château de Brest, puis déporté en Espagne, à Santander, en août 1792. Il devint par la suite, lors de la signature du Concordat, recteur de Lanrivoaré, remplaçant François Balc'h, mort en exil en Angleterre et le resta jusqu'à sa mort survenue le 6 novembre 1811.
Le camp dit « camp de Saint-Renan » ou « camp de Lanrenap », fut installé en 1793 sur les communes de Lanrivoaré et Milizac sur décision du Comité de Salut public : formé de huttes, il accueillit des hommes de la levée de 300 000 hommes dans des huttes sommaires : « C'était un site sauvage, désert, privé de toute ressource, mais bien choisi pour commander la côte du nord de la Rade de Brest, pour la couvrir et pour éclairer [contrôler] des rivages fréquentés par les contrebandiers anglais et les déserteurs de notre marine ».

### LeXIXesiècle
Le chevalier de Fréminville parcourant en 1830 la région visita l'église de Lanrivoaré et la trouva « pavée de pierres tombales sur lesquelles on voit sculpté des haches, des piques, des pioches, etc.. ». Ce sont, ajoute-t-il, les instruments des diverses professions qu'exerçaient ceux qui gisent sous ces pierres sépulcrales.
Une loi datée du 22 mai 1850 remania de manière importante les limites des communes de Plourin, Landunvez, Lanrivoaré, Lanildut et Brélès afin de mettre fin à un découpage très complexe issu des paroisses d'Ancien Régime.

### Le XX

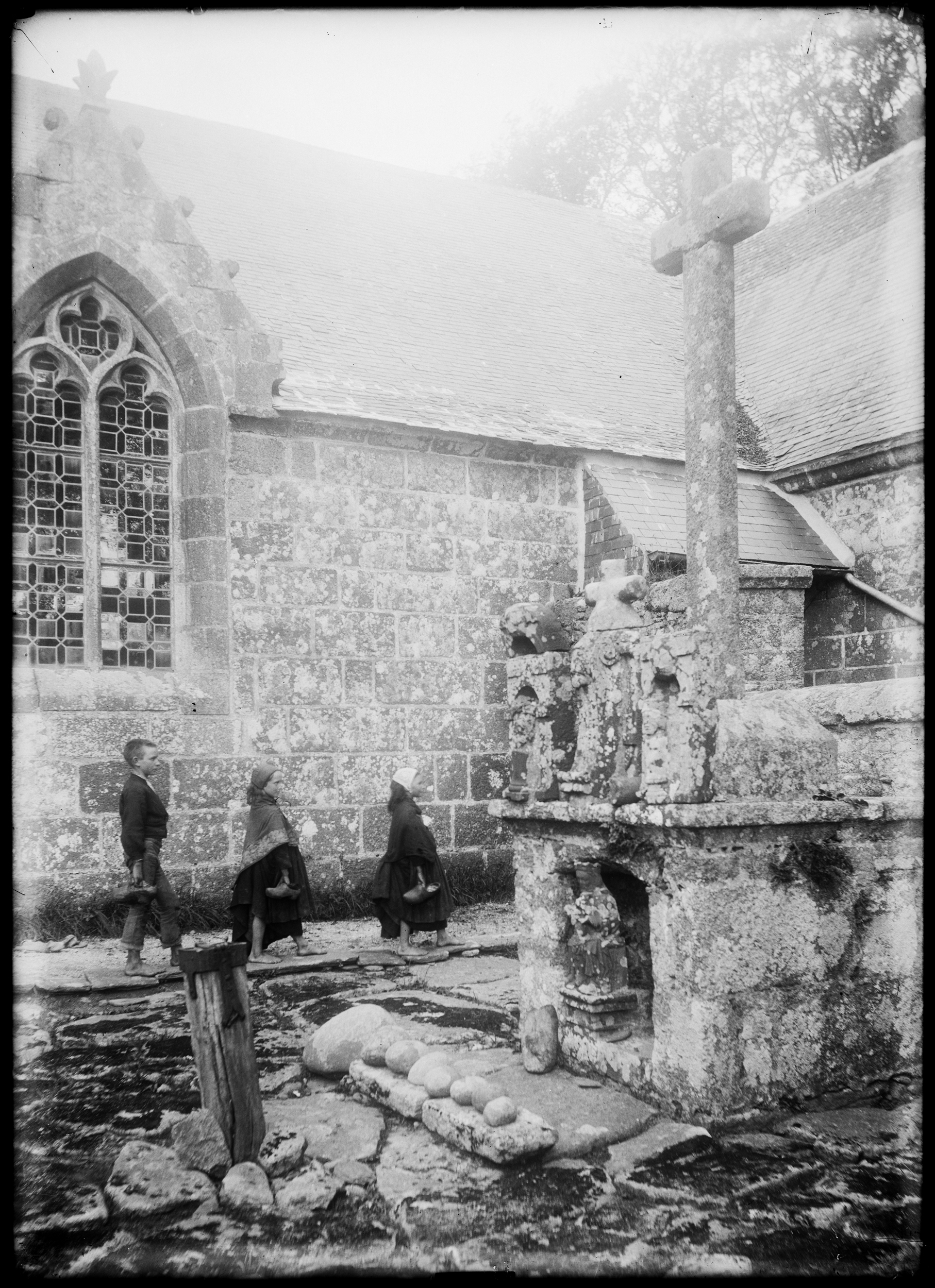
Eglise et calvaire de Lanrivoaré photographiés avant 1905 par Paul Gruyer

## Politique et administration

### Liste des maires
| Période                                  | Période  | Identité      | Étiquette | Qualité  |
| ---------------------------------------- | -------- | ------------- | --------- | -------- |
| 1995                                     | 2014     | Jean Simon    |           |          |
| 2014                                     | En cours | Pascale André | DVD       | Employée |
| Les données manquantes sont à compléter. |          |               |           |          |

## Démographie
L'évolution du nombre d'habitants est connue à travers les recensements de la population effectués dans la commune depuis 1793. Pour les communes de moins de 10 000 habitants, une enquête de recensement portant sur toute la population est réalisée tous les cinq ans, les populations de référence des années intermédiaires étant quant à elles estimées par interpolation ou extrapolation. Pour la commune, le premier recensement exhaustif entrant dans le cadre du nouveau dispositif a été réalisé en 2006.
En 2022, la commune comptait 1 539 habitants, en évolution de +5,05 % par rapport à 2016 (Finistère : +2,16 %, France hors Mayotte : +2,11 %).
| 1793 | 1800 | 1806 | 1821 | 1831 | 1836 | 1841 | 1846 | 1851 |
| ---- | ---- | ---- | ---- | ---- | ---- | ---- | ---- | ---- |
| 392  | 386  | 367  | 419  | 405  | 417  | 473  | 468  | 702  |

| 1856 | 1861 | 1866 | 1872 | 1876 | 1881 | 1886 | 1891 | 1896 |
| ---- | ---- | ---- | ---- | ---- | ---- | ---- | ---- | ---- |
| 690  | 690  | 740  | 711  | 740  | 800  | 780  | 783  | 750  |

| 1901 | 1906 | 1911 | 1921 | 1926 | 1931 | 1936 | 1946 | 1954 |
| ---- | ---- | ---- | ---- | ---- | ---- | ---- | ---- | ---- |
| 742  | 768  | 827  | 763  | 831  | 804  | 808  | 802  | 732  |

| 1962 | 1968 | 1975 | 1982 | 1990  | 1999  | 2006  | 2011  | 2016  |
| ---- | ---- | ---- | ---- | ----- | ----- | ----- | ----- | ----- |
| 715  | 695  | 723  | 955  | 1 271 | 1 290 | 1 333 | 1 451 | 1 465 |

| 2021  | 2022  | - | - | - | - | - | - | - |
| ----- | ----- | - | - | - | - | - | - | - |
| 1 512 | 1 539 | - | - | - | - | - | - | - |

## Lieux et monuments
- Le cimetière des 7 777 saints. Le cimetière comprend un enclos où les sépultures des 7 847 saints martyrisés par les païens. Le nom du cimetière est dû à la mauvaise traduction en français du nombre 7 847 breton. Dans cet enclos se trouve un autel de granite surmonté d'une croix et abritant la statue de saint Hervé. Devant l'autel sont disposés sept galets alignés, rangés par taille décroissante. Ils représenteraient sept pains refusés à saint Hervé, qui en punition, les auraient pétrifiés[32]. La coutume veut qu'on fasse trois fois le tour du bassin de pierre puis qu'on soulève les pierres l'une après l'autre, de la plus légère à la plus lourde. Cette curieuse coutume était recommandée notamment aux femmes qui voulaient avoir des enfants.[réf. nécessaire]
- L'église paroissiale Saint-Rivoaré : l'église, en forme de croix latine, comprend une nef datant de 1583, formée de quatre travées avec bas-côtés, séparée par un arc diaphragme d'un transept et d'un chœur profond à pans coupés. Le pignon ouest a été reconstruit au XVIIIe siècle. Un petit ossuaire transformé en chapelle des fonts se trouve à gauche du porche occidental de l'église. Le cadran solaire date de 1677 et les cloches de 1748 - 1749. La flèche du clocher a été abattue par la foudre le 6 février 1867 mais aussitôt reconstruite[33]. Parmi les statues de l'église, on remarque une « Vierge à l'Enfant »[34].
- L'ermitage de saint Hervé, à Costhouarné ; on y voit une cabane de pierres sèches considérée par la tradition comme la cellule du saint[35], une fontaine sacrée et les ruines d'une chapelle. Le site est classé monument historique le 1er juillet 1975[36].
- Deux tumulus de l'âge du bronze.
- Monument aux morts de la Première Guerre mondiale.
- le calvaire de Lanrivoaré, inscrit au titre des monuments historiques par arrêté du 11 octobre 1930[37].

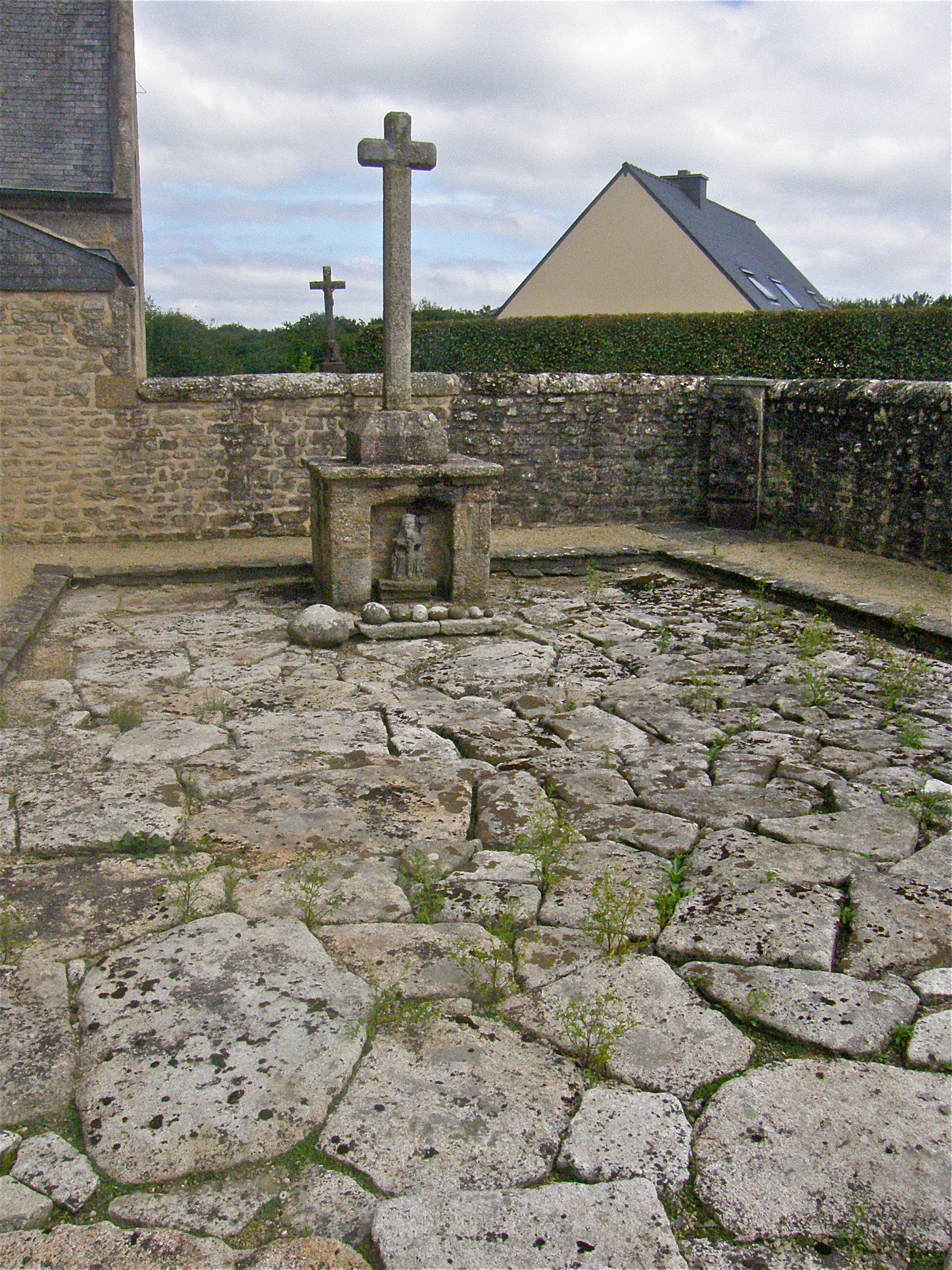
Lanrivoaré : l'enclos du cimetière des Saints.
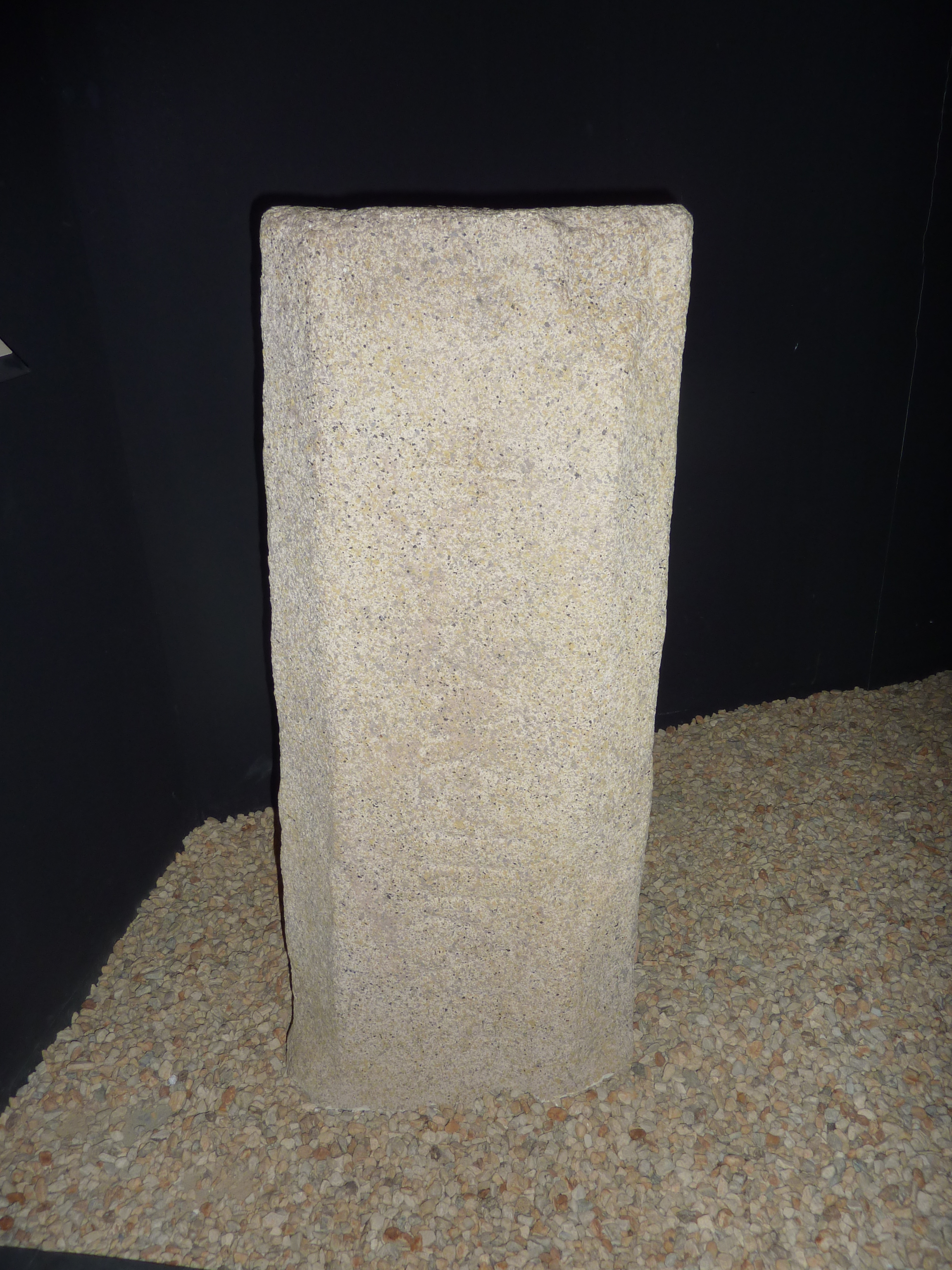
Lanrivoaré : stèle en granite provenant du « cimetière des Saints » (Musée de l'ancienne abbaye de Landévennec).
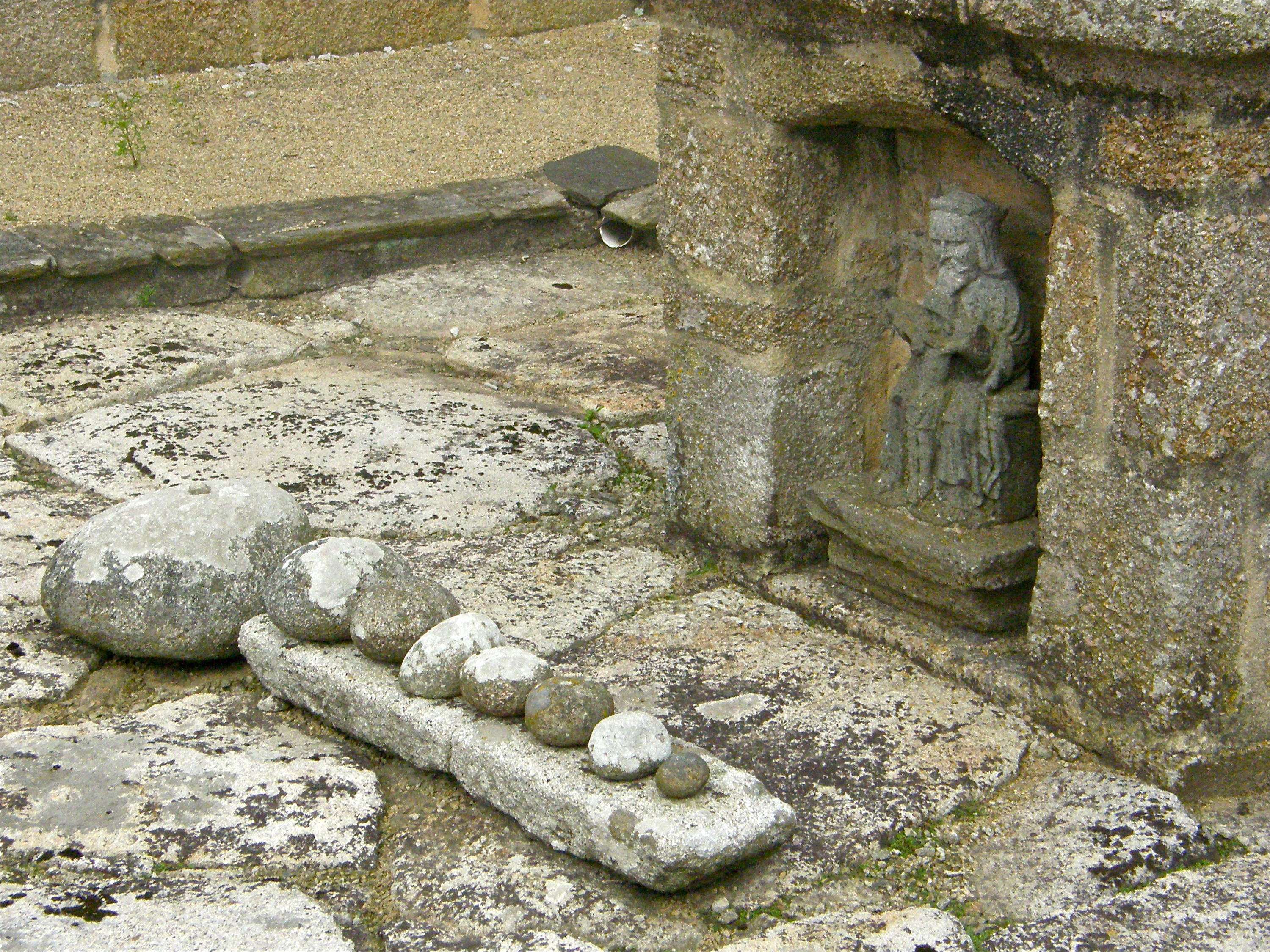
Lanrivoaré : cimetière des Saints, les pains pétrifiés du boulanger peu charitable.
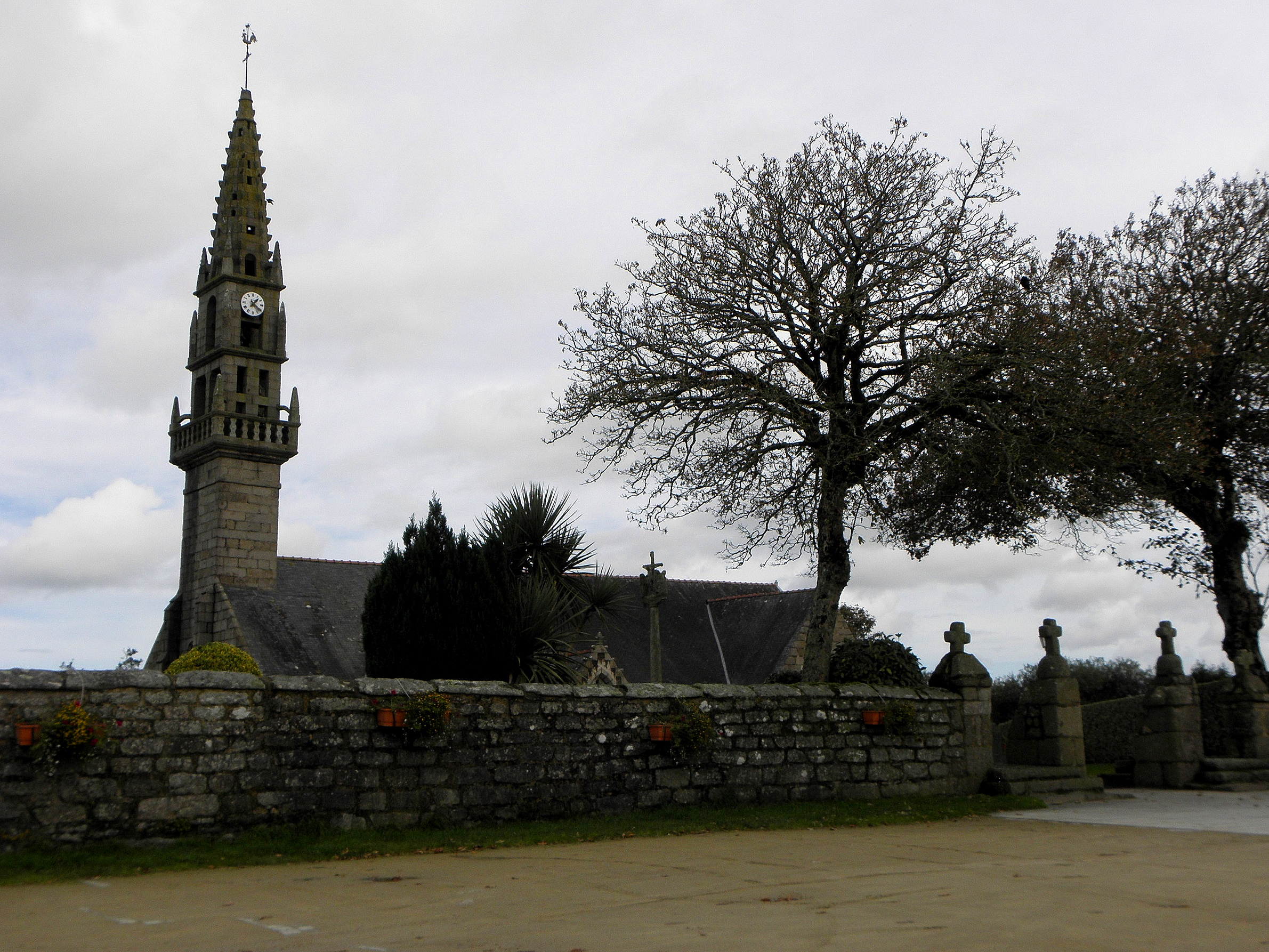
Lanvivoaré : église paroissiale Saint-Rivoaré.
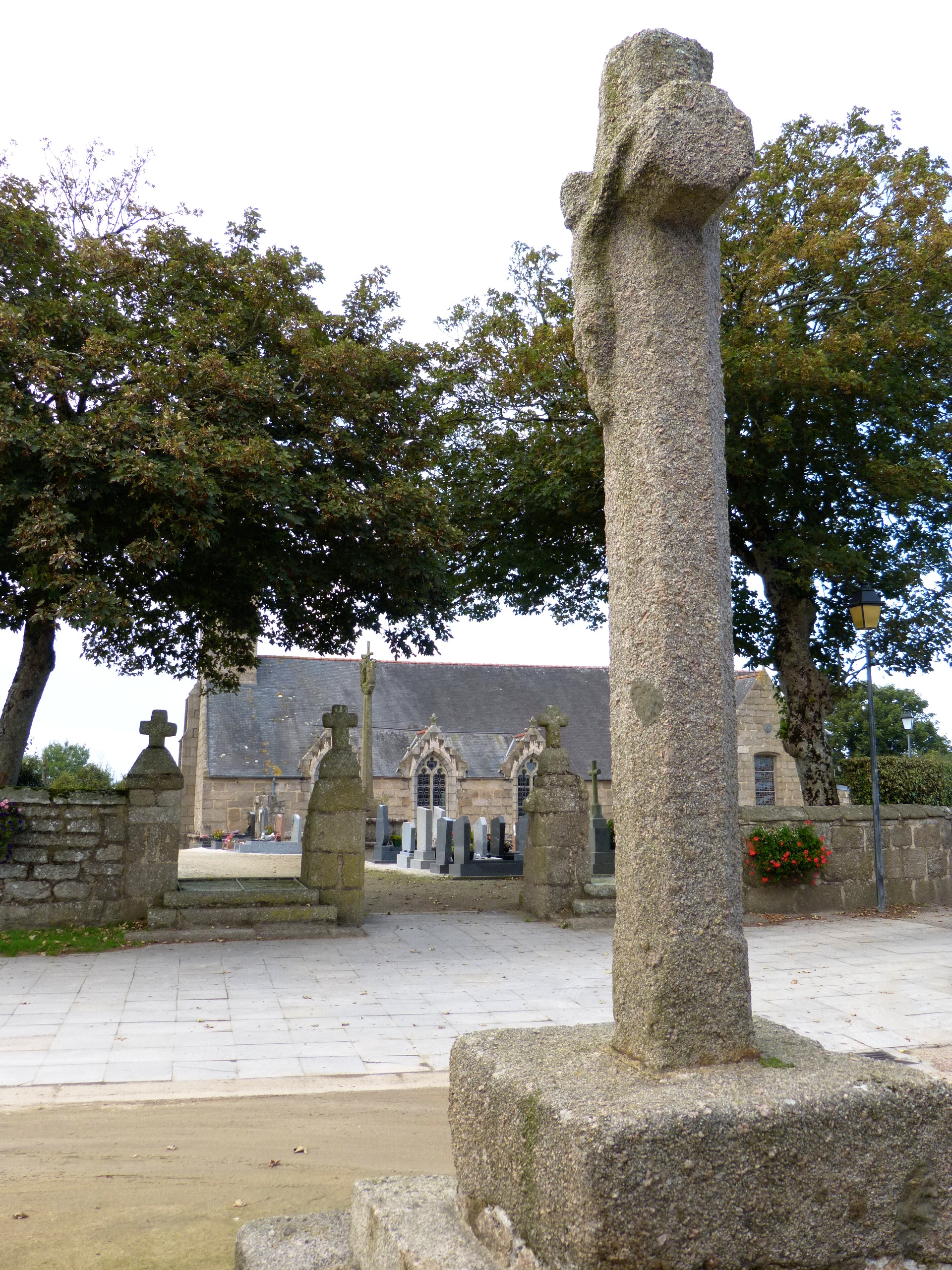
Calvaire de Lanrivoaré.
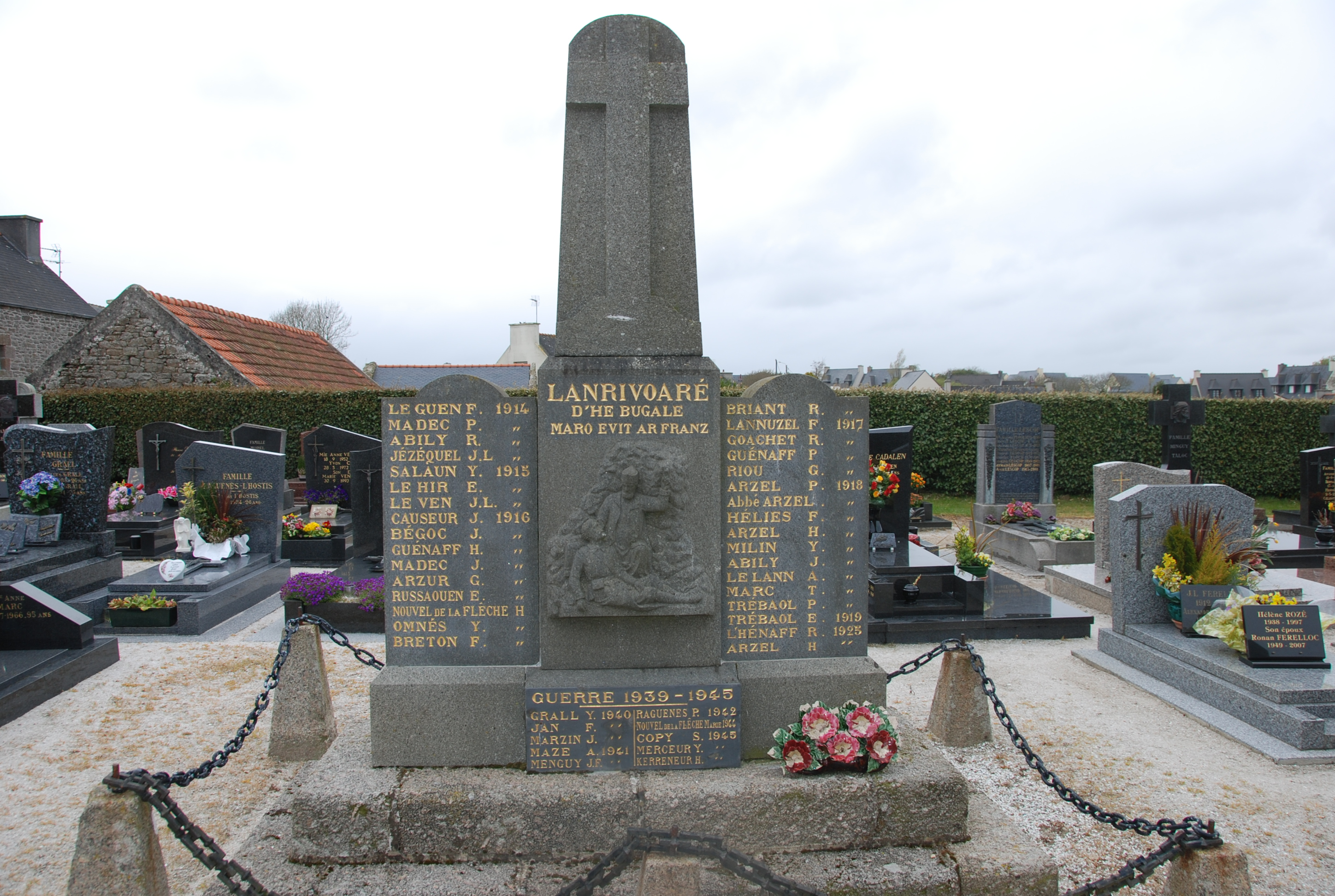
Monument aux morts de 1914-1918.